# Empire (album)
Az Empire az amerikai Queensrÿche együttes negyedik nagylemeze, mely 1990-ben jelent meg. A lemez elfordulást hozott a korábbi metalos hangzástól. Az albumon előtérbe kerültek a hard rockos hangvételű elemek. Az Empire a mai napig a legtöbb példányban elkelt Queensrÿche-lemez, csak az Amerikai Egyesült Államokban több mint 3 millió darab kelt el belőle. Legnagyobb sikert a Silent Lucidity ballada aratta, mely 1. lett a Mainstream Rock listán, a Billboard Hot 100-on pedig a 9. Maga az album a Billboard 200 listán a 7. helyen nyitott.
A lemez 2003. június 10-én megjelent CD-s kiadásra felkerült három bónusz dal is.

## Számlista
1. Best I Can  (DeGarmo) – 5:34
2. The Thin Line - (DeGarmo, Tate, Wilton) – 5:42
3. Jet City Woman (DeGarmo, Tate) – 5:22
4. Della Brown (DeGarmo, Rockenfield, Tate) – 7:04
5. Another Rainy Night (Without You) (DeGarmo, Jackson, Tate) – 4:29
6. Empire (Tate, Wilton) – 5:24
7. Resistance (Tate, Wilton) – 4:50
8. Silent Lucidity (DeGarmo) – 5:48
9. Hand on Heart (DeGarmo, Tate, Wilton) – 5:33
10. One and Only (DeGarmo, Wilton) – 5:54
11. Anybody Listening? (DeGarmo, Tate) – 7:41

### 2003-as CD-változat bónuszai
1. Last Time in Paris – (DeGarmo, Tate) – 3:52
2. Scarborough Fair – (Simon, Garfunkel) – 3:51
3. Dirty Lil Secret – (DeGarmo, Tate) – 4:07

## Közreműködők
- Geoff Tate – ének, billentyűs hangszerek
- Michael Wilton – gitár, vokál
- Chris DeGarmo – gitár, akusztikus gitár, 12–húros gitár, billentyűs hangszerek, vokál
- Eddie Jackson – basszusgitár, vokál
- Scott Rockenfield – dob, ütőhangszerek
- Michael Kamen – karmester
- Randy Gane – hang az üzenetrögzítőn az "Another Rainy Night (Without You)" dalban

## Helyezések
Album
| Év   | Albumlista                    | Pozíció |
| ---- | ----------------------------- | ------- |
| 1990 | Billboard 200 (USA)           | 7       |
| 1990 | Uk Albums Chart               | 13      |
| 1990 | Norwegian Albums Chart        | 14      |
| 1990 | Oricon Japanese Albums Charts | 18      |
| 1990 | German Albums Chart           | 22      |
| 1990 | Swiss Albums Chart            | 22      |
| 1990 | Swedish Albums Chart          | 26      |
| 1990 | Dutch Albums Chart            | 56      |
| 1991 | RPM100 Albums (Canada)        | 18      |
| 1991 | New Zealand Albums Chart      | 50      |

### Kislemezek
| Év   | Kislemez                            | Lista                            | Pozíció |
| ---- | ----------------------------------- | -------------------------------- | ------- |
| 1990 | "Best I Can"                        | Hot Mainstream Rock Tracks (USA) | 28      |
| 1990 | "Empire"                            | Hot Mainstream Rock Tracks       | 22      |
| 1990 | "Empire"                            | UK Singles Chart                 | 61      |
| 1991 | "Silent Lucidity"                   | Hot Mainstream Rock Tracks       | 1       |
| 1991 | "Silent Lucidity"                   | Billboard Hot 100 (USA)          | 9       |
| 1991 | "Silent Lucidity"                   | RPM100 Hit Tracks (Kanada)       | 9       |
| 1991 | "Silent Lucidity"                   | UK Singles Chart                 | 18      |
| 1991 | "Silent Lucidity"                   | German Singles Chart             | 46      |
| 1991 | "Silent Lucidity"                   | Swiss Singles Chart              | 24      |
| 1991 | "Silent Lucidity"                   | GfK Dutch Charts                 | 21      |
| 1991 | "Silent Lucidity"                   | New Zealand Singles Charts       | 11      |
| 1991 | "Best I Can"                        | UK Singles Chart                 | 36      |
| 1991 | "Jet City Woman"                    | Hot Mainstream Rock Tracks       | 6       |
| 1991 | "Jet City Woman"                    | RPM100 Hit Tracks (Kanada)       | 92      |
| 1991 | "Jet City Woman"                    | UK Singles Chart                 | 39      |
| 1991 | "Another Rainy Night (Without You)" | Hot Mainstream Rock Tracks       | 7       |
| 1991 | "Another Rainy Night (Without You)" | RPM 100 Hit Tracks (Kanada)      | 76      |
| 1992 | "Anybody Listening?"                | Hot Mainstream Rock Tracks       | 16      |

## Eladási minősítések
| Ország | Zeneipari szervezet | Év   | Eladás                        |
| USA    | RIAA                | 1994 | 3× Platinalemez (+ 3,000,000) |
| Kanada | CRIA                | 1991 | Platinalemez (+ 100,000)      |
| Anglia | BPI                 | 1993 | Ezüstlemez (+ 60,000)         |

## Külső hivatkozások
- Queensrÿche hivatalos honlap